# Wafel

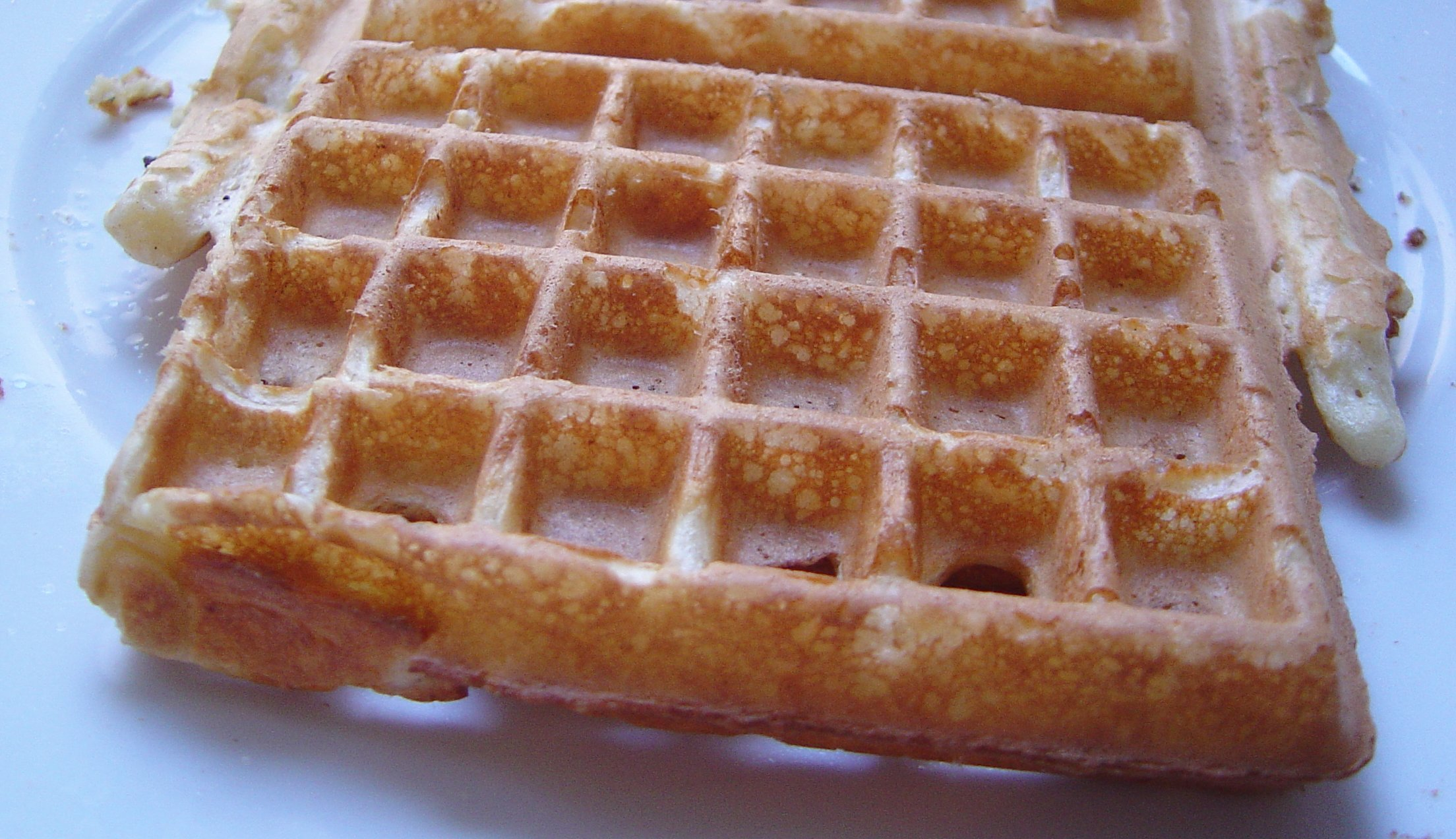
Brusselse wafel

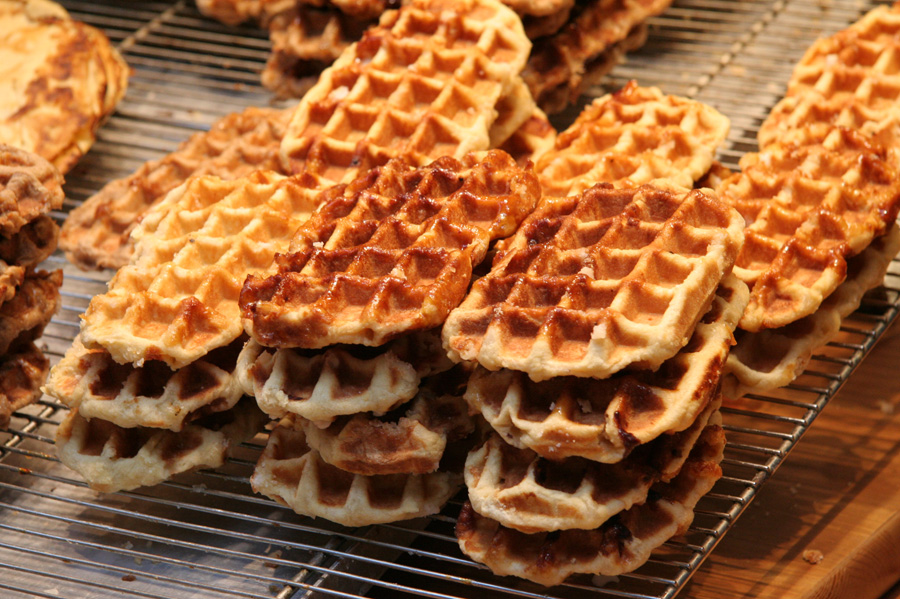
Luikse wafels

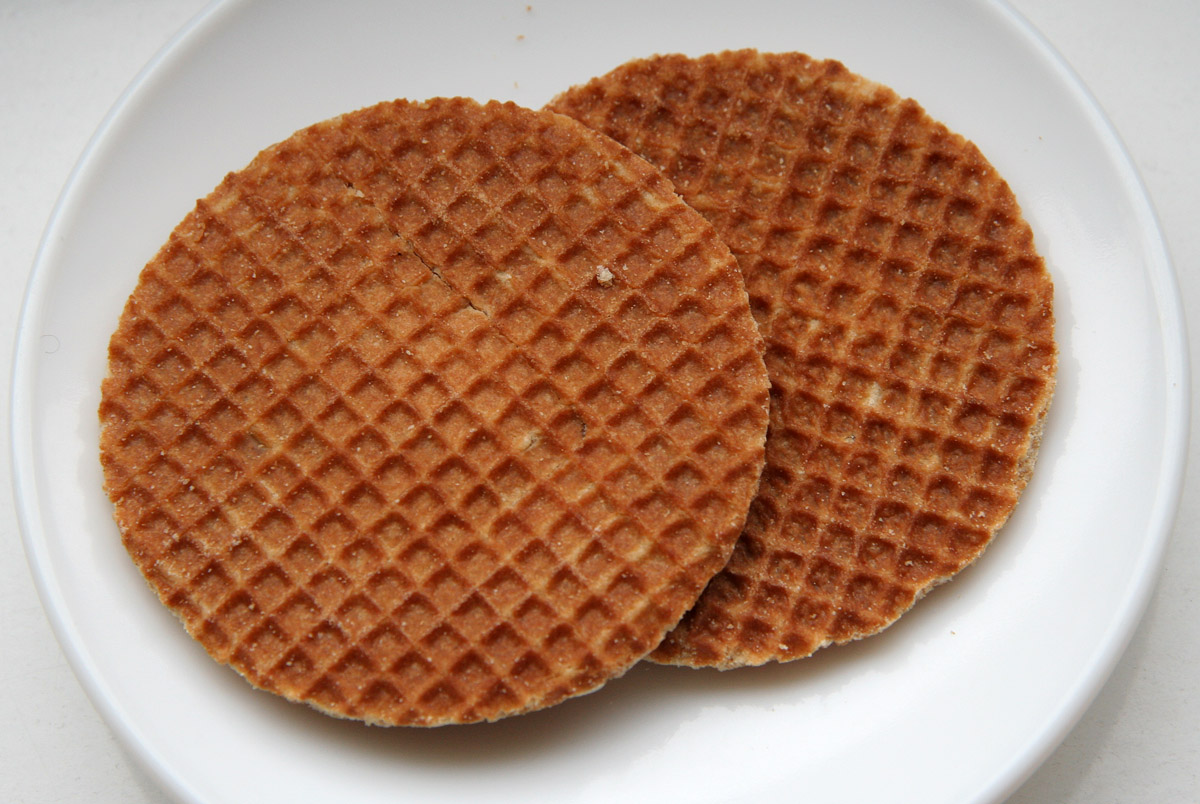
Stroopwafels

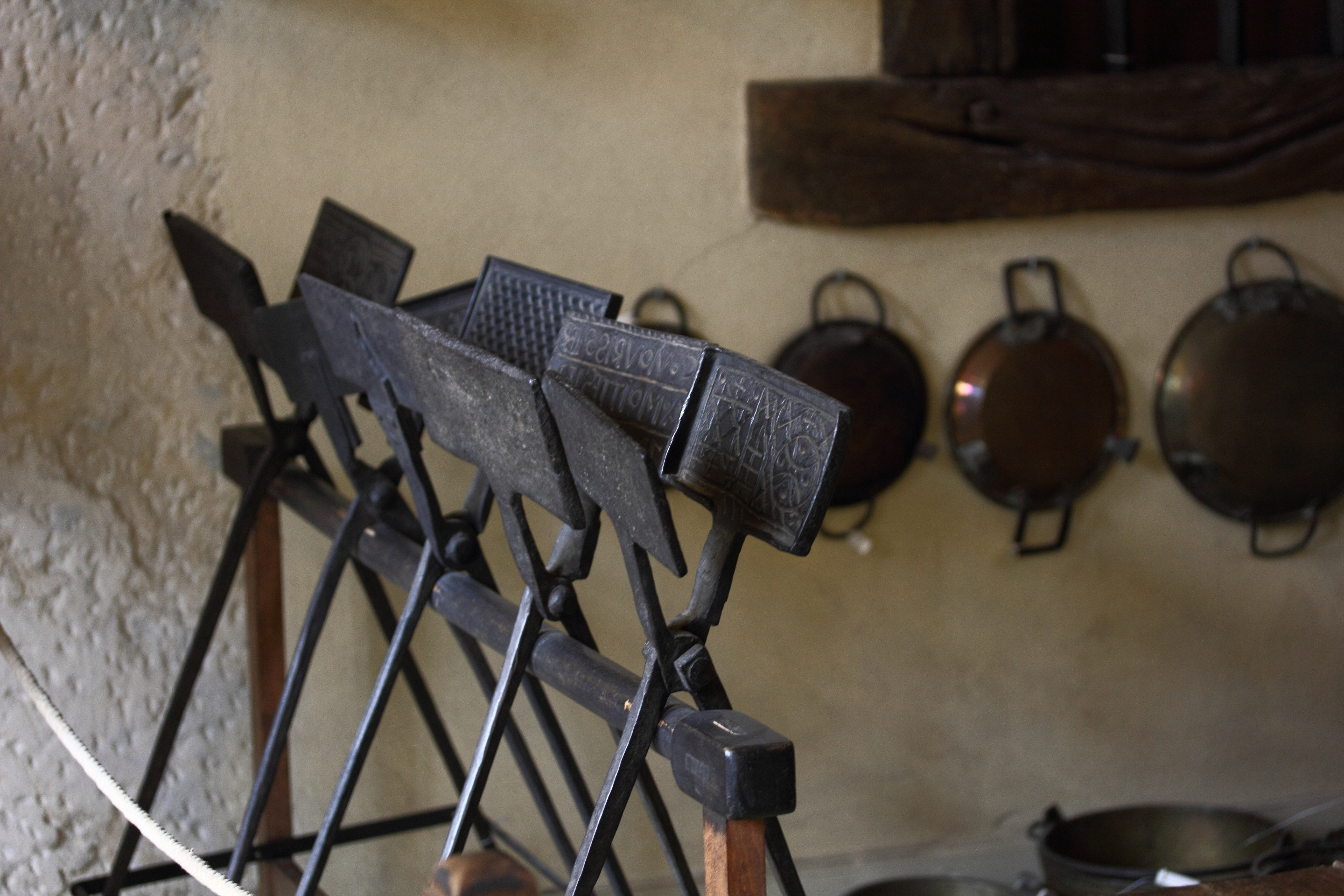
Antieke wafelijzers

Een wafel is een plat, in een wafelijzer gemaakt, gebak. Er zitten meestal vierkante vakjes in wafels, maar de vorm van de wafel zelf is afhankelijk van het wafelijzer.

## Oorsprong van het woord
Vermoed wordt dat het woord van het begrip "weven" afstamt. Het woord werd voor het eerst in 1450 genoemd. Aangezien de vergelijkbare vormen in andere talen (Duits: Waffel, Engels: waffle, Frans: gaufre, Pools: gofr) pas eeuwen later beschreven werden, is het woord oorspronkelijk afkomstig uit het Germaans taalgebied.

## Vorm en vervaardiging
Een wafel wordt gemaakt van een beslag van bloem, melk en eieren en eventueel een zoetstof (kristalsuiker wordt het meest gebruikt), dat in een wafelijzer wordt gebakken. Zo'n wafelijzer bestaat uit twee ijzeren vormen waartussen het beslag wordt samengeperst. Het wafelijzer wordt in een vuur verwarmd. De duur van het bakproces is afhankelijk van de temperatuur van het wafelijzer.
Deze vorm heeft een ruitjesvorm. Zo'n vergelijkbare vorm wordt, bijvoorbeeld in badstof, ook wel aangeduid met wafel.

## Gebruik
Wafels worden veel op kermissen gegeten, met name in Zuid-Nederland en in België, vooral de Luikse wafels; deze worden warm gegeten.
Populair in tearooms zijn de Brusselse wafels, met een flinke toef slagroom, of met confituur/jam of suiker (eventueel met boter). Het is gebruikelijk om er een warme drank, met name chocolademelk of koffie, bij te drinken. Er bestaan ook zachtere wafels, die warm of koud gegeten kunnen worden.
Wafels zijn een onmisbaar onderdeel van de Brabantse en Bergse koffietafel.
De Noord-Nederlandse wafel is veel dunner (het kniepertie en het rolletje) dan die in de zuidelijke Nederlanden en wordt voornamelijk rond de jaarwisseling gegeten.
Daarnaast bestaan talloze varianten die voorverpakt te koop zijn, zoals suikerwafels, vanillewafels, chocoladewafels, enzovoort, en als tussendoortje of versnapering gegeten worden. Deze eet men dan meestal koud.

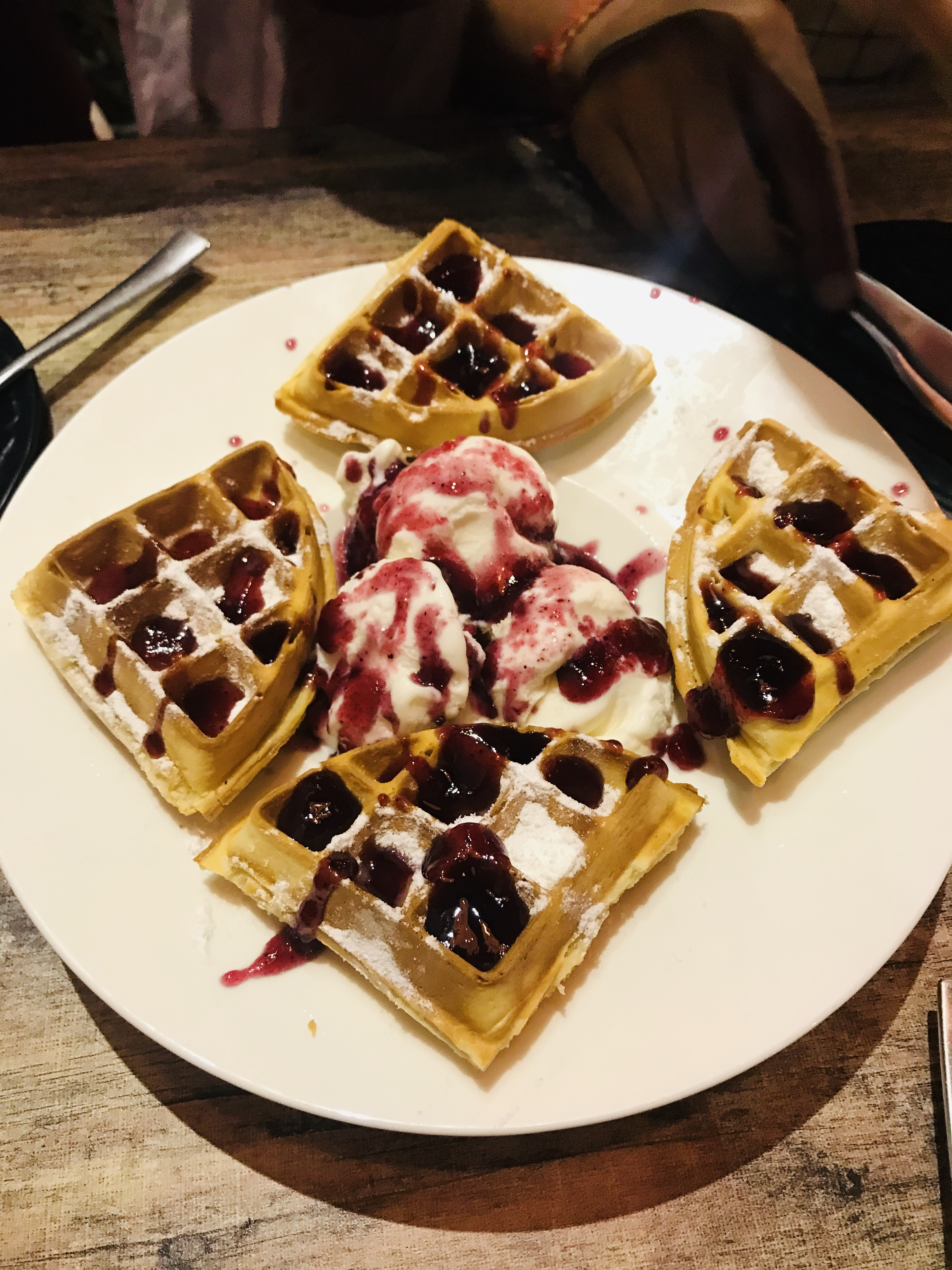
wafels

## Soorten wafels

### Krokante wafels
- Franse wafels
- Galetten
- Pennywafels
- Knieperties
- Toastwafels (ook wel eierwafels genoemd)

### Zachte wafels
- Brusselse wafels (krokant en luchtig)
- Gevulde wafeltjes van Rijsel
- Luikse wafels
- Stroopwafels
- Lackmans/Lacquemant
- Oubliewafel

## Lectuur en literatuur
- In de Vlaamse stripreeks Nero (door Marc Sleen) hielden de personages sinds het album "Het Groene Vuur" (1965) traditiegetrouw aan het einde van elk verhaal een wafelenbak.